# Patina
Patina je promena boje i teksture koja nastaje na površini bronze ili nekog drugog metala (razvija se usled oksidacije ili nekog drugog hemijskog procesa), npr. sjaj na drvenom nameštaju koji nastaje usled starosti, korišćenjem i kontinuiranim poliranjem, ili bilo koja promjena nastala na nekoj površini tokom vremena. Na metalima je patina sloj sastavljen od različitih hemijskih jedinjenja, poput oksida ili karbonata, a nastaje usled izlaganja atmosferi i padavina. Pojam se takođe odnosi i na vremenom stečene promene u boji i teksturi površine, nastale usled normalnog korištenja predmeta poput kovanog novca ili namještaja. Nadalje se pojam može proširiti na slike, skulpture i druga dela likovne i primenjene umetnosti, ali i na tehničke, te etnografske predmete kulturne baštine.

## Nastajanje i svojstva
Patine su obično ograničene na izložene površine, te stoga mogu biti osetljive (mogu se ljuštiti). Jedan od razloga zbog kojeg je bronza visoko cenjena kao materijal za izradu skulptura je i to što patina štiti osnovnu površinu od dalje korozije (ovo je u biti tačno samo u slučaju bakra). Prava prirodno nastala patina je kompaktna i retko pokazuje sklonost ka ljuštenju. Mesing je takođe otporan na koroziju, međutim patina na mesingu nije tako atraktivna kao ona na bronzi.

## Etimologija
Sama reč potiče od latinskog izraza za plitku posudu, dok u italijanskom označava tanki sloj naknadno požutelog laka. Slikovito značenje može biti i bilo kakav vid izbledelosti, odnosno tamnjenja usled prirodnog i neizbežnog starenja.
Hemijski proces stvaranja patine naziva se patiniranje, a umetnička dela prevučena patinom su patinirana.

### Stečene, prirodno nastale patine
Zelena patina koja prirodno nastaje na bakru ili bronzi, ponekad se naziva i verdigrisom, sastavljena je od mešavine hlorida, sulfida i karbonata. Atakamit je naziv minerala koji je sastavni deo nekih patina (hlorida), a verdigris je opet više specifičan oblik te može nastati u dodiru bakra i sirćeta ili sirćetne kiseline. Kako je isto jedinjenje vodorastvorno, ne može se koristi u spoljašnjim uslovima i češće se koristi kao pigment. Jedan od primjera patine je i zeleni površinski sloj koji nastaje na bakru, gde nastaje bazni karbonat. Ovaj se sloj može formirati kako na bakru tako i na njegovim legurama, kao što su bronza i mesing.
Često se na starom i korišćenom vatrenom oružju razvija na mestima gde se istrošilo plavljenje, fosfatiranje ili nekog drugi zaštitni završni sloj. Takvo se oružje smatra vrednijim od onog na kom je oštećen završni sloj obnovljen. Patina u tom slučaju štiti oružje od daljeg rđanja do kog normalno dolazi na mestima gde je zaštitni sloj istrošen.
Sloj patine obično nastaje tokom dužeg izlaganja spoljnim uslovima. Bakarni će krov brže razviti patinu od recimo bakrom opločenog pročelja, pre svega što se na zakošenim površinama voda zadržava duže nego na vertikalnim. Kod građevina u blizini mora patina će se razviti brže nego u kontinentalnom delu.
Na primer u Londonu će za formiranje patine trebati i pedesetak godina do nastanka za bakar tipične zelene patine. Pročelja obložena bronzom ili mesingom će izgledati drugačije nego ona od čistog bakra.

### Nanesene, veštačke patine
Umjetnici i obrađivači metala patiniranje koriste kao integralni deo oblikovanja i ukrašavanja predmeta, te namještaja, kako bi kod istih stvorili utisak starosti. U obradi metala se na patiniranje može gledati kao na sinonim za hemijsko, elektrohemijsko i termičko bojenje metala, u tom slučaju bi spomenuto bilo tek suženje prethodnog pojma na imitiranje prirodno nastalih patina.
Razne hemikalije, kako one koje se koriste u domaćinstvu, tako i komercijalni proizvodi, mogu se primeniti za dobivanje različitih patina. Umetnici ih koriste za ukrašavanje površine, i to za dobivanje specifičnih boja odnosno teksture.
Boja je ovde izrazito zavisna od sastava korištenog rastvora. Za bakarne legure, poput bronze, hloridi će razviti tipično zelenu boju, dok će korištenje kalijumovog polisulfida proizvesti smeđu boju. Primena amonijum sulfida daje plavo crnu, kalijum polisulfid daje više smeđe-crnu, bakar nitrat će pak dati plavo zelenu, a gvožđe(III) nitrat žuto smeđu boju, s naglaskom da je ovo tek pojednostavljena, osnovna paleta. Kod skulptura i drugih umetničkih predmeta razvoj patine se može ubrzati zagrevanjem. Raspon boja je u tom slučaju od mat žute, poput kamena peščanika, do duboko plavih, zelenih, belih, crvenih, kao i raznih nijansi crne.
U nekim tehnikama patiniranja određenu ulogu ima i korištenje pigmenta. Nadalje se površina može modifikovati primenom ulja, voskova i raznih lakova. Poznato je i da je Auguste Rodin, čuveni francuski vajar, od svojih asistenta tražio da uriniraju po skulpturama u dvorištu radionice. Treba spomenuti i japansku školu patiniranja metala, oni za razliku od drugih koriste srazmerno mali broj patina, ali su zato razvili velik broj legura na koje ranije spomenute patine različito reaguju, zavisno od sastava legure.
Patinu možemo naći i na kliznom prstenju, te dijelovima četkica elektromotora. U tom se slučaju radi o patini nastaloj usled korozije, koja je zavisna od sastava vazduha, te ostacima trošenja ugljenih delova, kao i vlazi, tako da njenom nastanku trebaju posebni uslovi. Slična pojava se može zapaziti i na metalnim posudama za pečenje. Ovde patina nastaje uz odgovarajuće održavanje. Sastoji se većinom od izgorelog ulja, koje sprečava dalje lepljenje hrane za posudu.

## Vrednost
Nezavisno od estetskog izgleda i zaštite, stručnjaci za procenu starina potvrđuju da kod predmeta sa očuvanom neoštećenom patinom raste vrednost objekta, te se ovaj neporecivi trag starenja i istorije predmeta neposredno odražava u vrednosti istog.
U smislu starine patina je svedočanstvo svega što se tokom istorije desilo predmetu. Odlomljen deo noge namještaja, trag grebanja na ploči stola, isušenost boja, naprslina u završnom sloju ili u glazuri kod keramike, nežni tragovi istrošenosti na rubu ploče. Sve te stvari sudeluju u stvaranju mekšeg spoljnog izgleda, te suptilne promene u boji. Sve to gradi karakter predmeta. Patina u sebi nosi sve ove efekte, bilo prirodne ili uzrokovane delovanjem čoveka, i sve to zajedno čini pravu starinu.

## Dodatna literatura
- Hughes, Richard; Rowe, Michael "The Colouring, Bronzing and Patination of Metals", London 1991.
- LaNiece,Susan; Craddock,Paul "Metal Plating and Patination: Cultural,Technical and Historical Develpoments",Boston 1993.
- Deutsches Kupfer Institut "Chemische Faerbungen von Kupfer und Kupferlegirungen", Berlin 1974.[мртва веза]
- Fishlock, David "Metal Colouring", Teddington 1962.
- Hiorns, Arthur "Metal Colouring and Bronzing", London 1907.
- Georg Buchner: Die Metallfärbung und deren Ausführung. Mit besonderer Berücksichtigung der chemischen Metallfärbung., Berlin 1901
- Brachert,Thomas "Patina-von Nutzen und Nachteil der Restaurierung", Muenchen 1985.}-
- Budija, Goran "Zbirka receptura za kemijsko, elektrokemijsko i termičko bojenje metala, te dobivanje metalnih prevlaka utrljavanjem, uronjavanjem i elektrolitskim putem", Zagreb 2010.[мртва веза]

## Spoljašnje veze
- Patine - formule
- Patina on bronzanim skulpturama